# Lumbriclymenella
Lumbriclymenella är ett släkte av ringmaskar. Lumbriclymenella ingår i familjen Maldanidae.
Kladogram enligt Catalogue of Life:
| Lumbriclymenella | \| \| Lumbriclymenella brevis \| \| \| \| \| \| Lumbriclymenella robusta \| \| \| \| |
|                  | \| \| Lumbriclymenella brevis \| \| \| \| \| \| Lumbriclymenella robusta \| \| \| \| |
|                  | Lumbriclymenella brevis                                                              |
|                  |                                                                                      |
|                  | Lumbriclymenella robusta                                                             |
|                  |                                                                                      |